# Ozarba jansei
Ozarba jansei là một loài bướm đêm trong họ Noctuidae.